# Mykola Amosov
Mykola Mychajlovyč Amosov (ukrajinsky Мико́ла Миха́йлович Амо́сов, rusky Николай Михайлович Амосов; 19. prosince 1913, Olchovo – 12. prosince 2002, Kyjev) byl sovětský a ukrajinský (ruského původu) lékař, chirurg, vynálezce a spisovatel. Byl jedním z nejznámějších lékařů v historii Sovětského svazu. Jeden ze zakladatelů tamní plicní a srdeční chirurgie.
V roce 2008 obsadil v anketě Velcí Ukrajinci druhé místo. Byl nositelem řady vyznamenání: titulu hrdina socialistické práce, Leninova řádu, Řádu rudé hvězdy, Řádu říjnové revoluce, Řádu vlastenecké války, Státní ceny.

## Život a kariéra
Narodil se v malé vesničce Olchovo poblíž města Čerepovec. Matka byla porodní asistentka. Otec je opustil v roce 1914, kdy odešel do války a zpět k rodině se již nevrátil.  Od dvanácti let chodil do školy v Čerepovci, potom pokračoval na strojní průmyslovce. Od roku 1932 pracoval v Archangelsku jako elektrikář na pile. V roce 1934 se oženil s Galinou Sobolevovou a téhož roku zemřela jeho matka. V letech 1935–1939 absolvoval studium na lékařské fakultě v Archangelsku, které zakončil s vyznamenáním. Současně dálkově studoval polytechniku v Moskvě a roku 1940 získal inženýrský titul. Během druhé světové války sloužil jako chirurg v mobilní polní nemocnici. V roce 1944 se podruhé oženil, vzal si zdravotní sestru Lydii Denisenkovou, která se později stala lékařkou.
V letech 1947–1952 pracoval v oblastní nemocnici v Brjansku, stal se primářem chirurgického oddělení a současně vyučoval na střední zdravotnické škole. V roce 1952 se přestěhoval do Kyjeva, kde mu bylo nabídnuto místo vedoucího kliniky hrudní chirurgie v Institutu tuberkulózy a hrudní chirurgie. V březnu 1953 obhájil doktorskou disertační práci. Během let provedl stovky složitých operací srdce. Vyvinul nové metody operace plic i srdce, v roce 1963 provedl první výměnu srdeční chlopně v Sovětském svazu. Vytvořil a voperoval protitrombotickou protézu do srdeční chlopně, sestrojil též originální zařízení umělého krevního oběhu. V letech 1955–1970 byl vedoucím oddělení hrudní chirurgie v Ústavu pro pokročilá lékařská studia.
V šedesátých letech 20. století se léčil na tuberkulózu v sanatoriu Starý Krym a po uzdravení tam zřídil plicní chirurgické oddělení. Pravidelně se tam na několik měsíců v roce vracel, aby operoval pacienty s tuberkulózou.
V roce 1968 byl jmenován zástupcem ředitele pro vědu v Kyjevském výzkumném ústavu tuberkulózy a hrudní chirurgie. Od roku 1983 byl ředitelem Ústavu kardiovaskulární chirurgie. Operovat přestal v 79 letech.
Postupem času se jeho vědecký zájem rozšířil na další oblasti. Byl autorem systematického přístupu ke zdraví („metoda limitů a zatížení“), přispíval do diskuzí o otázkách gerontologie, umělé inteligence, kybernetiky a racionálního plánování společenského života. Byl autorem téměř 400 vědeckých publikací a 19 vědeckých monografií. Byl i úspěšným spisovatelem, jeho knihy úvah byly v SSSR bestsellerem.
Zdůrazňoval odpovědnost každého jednotlivce za své zdraví. Sám byl příkladem zdravého životního stylu: sportoval, dodržoval zásady zdravého stravování, hlídal si svou tělesnou hmotnost.  
Byl uznávaným lékařem, respektovanou osobností, členem Akademie lékařských věd SSSR a nositelem řady vyznamenání.
Zemřel na infarkt 12. prosince 2002 ve věku 89 let.

## Knihy pro širokou veřejnost

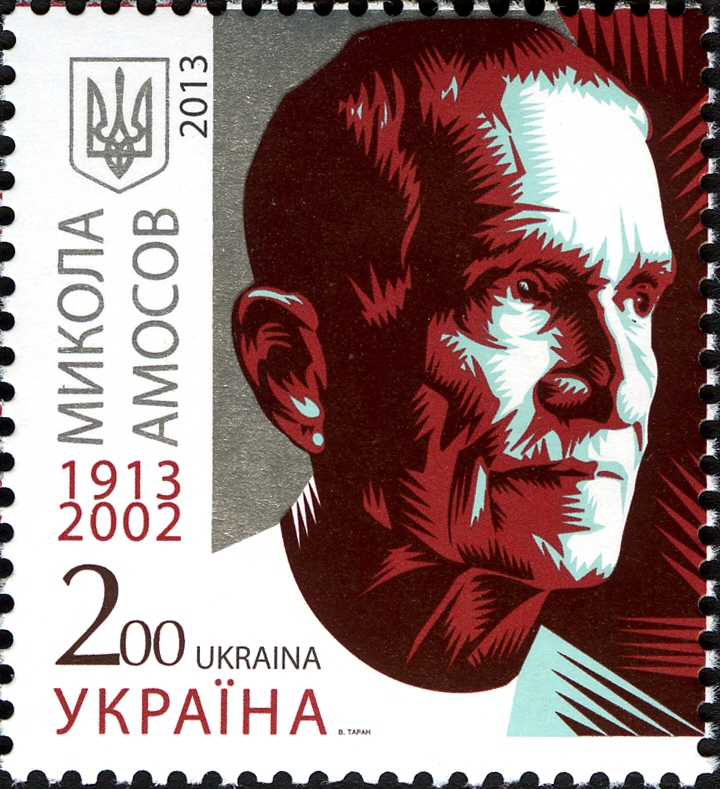

- 1964 – Мысли и сердце (Myšlenky a srdce)
- 1965 – Записки из будущего (Poznámky z budoucnosti)
- 1975 – ППГ 2266 (PPG 2266)
- 1977 – Раздумья о здоровье (Úvahy o zdraví)
- 1979 – Здоровье и счастье ребенка (Zdraví a štěstí dítěte)
- 1983 – Книга о счастье и несчастьях (Kniha o štěstí a neštěstí)
- 1996 – Преодоление старости (Vyrovnávání se s věkem)
- 1997 – Моя система здоровья (Můj systém zdraví)
- 1998 – Голоса времен (Hlas času)
- 2000 – Размышления (Úvahy)
- 2002 – Энциклопедия Амосова (Amosovova encyklopedie)
- 2003 – Мое мировоззрение (Můj světový názor)